# 弯折猪笼草
弯折猪笼草（学名：Nepenthes fractiflexa）是一种婆罗洲特有的热带食虫植物，分布于砂拉越和加里曼丹的少数地区。其生长于海拔1400至2150米处，陆生或附生于山嵴林中。相较于推定的近缘物种柔毛猪笼草（N. mollis），弯折猪笼草要小得多。在生长习性和植株结构上两者也有明显差异，弯折猪笼草所具有的次生茎在猪笼草属内极少见；同时，萌动的腋芽通常发育成长至5厘米的苞片状前叶。此外，弯折猪笼草的花序出现于节间，而非典型的出现于叶腋；其为猪笼草属中第一个花序与茎接合的物种。
弯折猪笼草的种加词“fractiflexa”来源于拉丁文“fractus”和“flexus”，意为“折断”和“弯曲”，指其以锯齿形交替弯折的特殊二分攀援茎。
根据《國際自然保護聯盟瀕危物種紅色名錄》的标准，弯折猪笼草被非正式地评定为近危。